# Luis Carlos Figueroa
Luis Carlos Figueroa (født 1923 i Cali, Colombia) er en colombiansk komponist, pianist, dirigent, rektor og lærer.
Figueroa studerede komposition og klaver på Musikkonservatoriet i Cali (1933) hos Antonio Maria Valencia. Han kom på et stipendium til at studere teori, kompostion og klaver i Paris (1950) på bl.a. Scolar Ecole National hos Cesar Franck. Figueroa har skrevet orkesterværker, kammermusik, koncertmusik, klaverstykker etc. Han underviste og var rektor på Musikkonservatoriet "Antonio Maria Valencia" i Cali (1960). Han var også dirigent hos el Valle del Cauca Symfoniorkester (1962). Har efter sin pension været lærer i Klaver. Han hører til nutidens vigtige komponister i Colombia.

## Udvalgte værker
- Suite - for orkester
- Klaverkoncert - for klaver og orkester
- Fløjtekoncert - for fløjte og orkester
- Strygekvartet